# Dreptul de proprietate industrială
Obiectele protecției proprietății industriale sunt definite de Convenția de la Paris pentru protecția proprietății industriale, semnată la 20 martie 1883, ele putându-se împărți în trei grupe :
- Creații:
  - invenții – rezolvarea cu mijloace tehnice a unei probleme tehnice din orice domeniu tehnologic
  - modele de utilitate – reprezintă o formă de protecție asigurată de înregistrarea sau acordarea unui brevet pentru o invenție aparținând de regulă domeniului mecanic
  - desene și modele industriale – prin care se protejează aspectul nou al unui produs având funcție utilitară
- Semne distinctive:
  - mărci – semne susceptibile de reprezentare grafică servind la deosebirea produselor sau serviciilor unei persoane fizice sau juridice de cele aparținând altor persoane
  - indicații geografice – denumirea servind la identificarea unui produs originar dintr-o țară, regiune sau localitate a unui stat, în cazurile în care are o calitate, o repetiție sau alte caracteristici determinante pot fi în mod esențial atribuite acestei origini geografice
  - nume comercial - numele sau, după caz, denumirea sub care un comerciant își execută comerțul și sub care semnează
- Reprimarea concurenței neloiale – promovează mijloacele de apărare împotriva actelor de concurență contrare practicii oneste în comerț sau industrie